# 相浦紀道
相浦 紀道（あいのうら  のりみち、天保12年6月23日（1841年8月9日）- 明治44年（1911年）4月1日）は、日本の海軍軍人、政治家、華族。最終階級は海軍中将。官位は従二位勲一等功三級男爵。旧名は忠一郎。

## 経歴
佐賀藩士相浦蕃慎の長男として生れる。藩校・弘道館で学び、佐賀藩海軍に入り、戊辰戦争に従軍。
明治2年（1869年）、「延年艦」副長となり、「長鯨丸」「飛隼丸」の各船長、「日進」乗組などを歴任。明治4年（1871年）、海軍大尉に任官。「摂津艦」「雲揚」「龍驤艦」の各艦長などを歴任。明治6年（1873年）3月、水路寮出仕、水路寮測量課長、海軍兵学校次長などを務めた。
明治12年（1879年）9月、現場に復帰し「筑波」艦長となり、以後、「金剛」「扶桑」の各艦長を経て、明治18年（1885年）12月に海軍少将となる。常備小艦隊司令官、兵器会議議長、技術会議議長、海軍省第2局長、常備艦隊長官、佐世保鎮守府長官などを歴任、明治27年（1894年）7月、警備艦隊長官となり、警備艦隊が西海艦隊と改称し日清戦争に従軍。同年12月、旅順口根拠地司令長官に就任。
明治28年（1895年）2月、海軍中将に昇任し、同年8月には日清戦争の戦功により男爵を授かる。さらに横須賀鎮守府司令長官、常備艦隊長官 、佐世保鎮守府司令長官、二度目の横須賀鎮守府司令長官を歴任した。
明治33年（1900年）5月に待命となり予備役に編入。明治34年（1904年）7月10日、貴族院男爵議員に選出され、死去するまで在任。明治38年（1905年）10月19日、後備役となる。明治42年（1909年）6月23日に退役した。

## 栄典
位階
- 1873年（明治6年）6月25日 - 正六位[5]
- 1886年（明治19年）7月8日 - 正五位[6]
- 1886年（明治19年）10月28日 - 従四位[7]
- 1892年（明治25年）2月13日 - 正四位[8]
- 1898年（明治31年）9月20日 - 従三位[9]
- 1900年（明治33年）7月10日 - 正三位[10]
- 1911年（明治44年）4月1日 - 従二位[11]

爵位
- 1895年（明治28年）8月20日 - 男爵[12]

勲章等
| 受章年                     | 略綬 | 勲章名                   | 備考 |
| -------------------------- | ---- | ------------------------ | ---- |
| 1887年（明治20年）11月25日 |      | 勲三等旭日中綬章         |      |
| 1889年（明治22年）11月25日 |      | 大日本帝国憲法発布記念章 |      |
| 1894年（明治27年）11月24日 |      | 勲二等瑞宝章             |      |
| 1895年（明治28年）8月20日  |      | 功三級金鵄勲章           |      |
| 1895年（明治28年）8月20日  |      | 旭日重光章               |      |
| 1895年（明治28年）11月18日 |      | 明治二十七八年従軍記章   |      |
| 1906年（明治39年）4月1日   |      | 勲一等瑞宝章             |      |
| 1911年（明治44年）4月1日   |      | 旭日大綬章               |      |

外国勲章佩用允許
| 受章年                    | 国籍         | 略綬 | 勲章名                         | 備考 |
| ------------------------- | ------------ | ---- | ------------------------------ | ---- |
| 1896年（明治29年）2月24日 | イタリア王国 |      | サンモーリスエラザル第二等勲章 |      |

## 親族
- 養嗣子：相浦六之助（早田雲平四男、1889年離縁）[19]
- 長女：相浦武子（六之助の妻）[19]
- 継嗣（孫）：相浦助一（六之助の子息、1911年5月1日男爵襲爵、1943年11月爵位返上）[19]
- 弟：相浦多三郎（陸軍少将）[19]